# 聚樂第
聚樂第是安土桃山時代末期，豐臣秀吉於京都內野（平安京大內裏遺址東北，今京都市上京區）興建的城郭兼邸第，但是前後存在期間只有八年，至今尚有不少未知之處。天正15年9月13日（1587年10月14日），秀吉逐步統一日本後，將統治中心從大坂城遷移至此，天正19年12月28日（1592年2月11日），秀吉讓關白之位與豐臣家督職於外甥豐臣秀次，成為秀次的居城，秀吉則以太閤身分遷往伏見城，持續實際號令天下。文祿4年（1595年）7月，秀吉勒令驅逐至高野山（和歌山縣）出家後的秀次切腹，妻子與家臣大半處決。聚樂第亦於同年8月以降全面拆除，統治中心由聚樂第轉移至伏見城。

## 名稱
聚樂第自天正13年（1585年）開始工事準備，正式動工則約始於天正14年2月。興福寺多聞院僧英俊《多聞院日記》天正14年2月27日（1586年4月15日）條：「去廿一日起內野御構普請。」是為史料記錄工事之始。聚樂第之稱則自九州征伐歸還以後使用。也稱為聚樂亭（じゅらくてい）、聚樂城（じゅらくじょう）。
聚樂之名的由來，則見於秀吉御伽衆大村由己的《天正記》中之《聚樂第行幸記》：「聚天下長生不老之樂」。但是此外別無出典，所以歷史學者一般相信這是秀吉的造語。

## 構造
根據《聚樂第圖屏風》、2004年發現的江戶時代初期《洛中洛外圖》等圖繪與考古調查，聚樂第是以本丸為中心，週圍配置北之丸、南二之丸、西之丸等曲輪，櫓、天守閣等建築物敷以白壁，使用金箔瓦，四週圍繞水堀的平城。天守閣位置推測在本丸西北，但也有研究者認為並不存在。
根據百瀨正恒依圖繪與現代都市地圖的分析，本丸東堀相當於大宮通、西堀位於日暮通西部至知惠光院通、南堀位於下長者町通北部、北堀位於一條通南部；南二之丸東堀位於大宮通西部、西堀相當於日暮通、南堀位於出水通北部；北之丸東堀為大宮通、西堀位於知惠光院通東部、北堀位於一條通北部；西之丸南堀位於下長者町通北部、北堀相當於上長者町通北附近。大小規模依豐臣秀次侍從駒井重勝《駒井日記》文祿4年4月10日（1595年5月19日）條與考古調查計算復原，則為本丸南北310m、東西170m，南二之丸南北80m、東西110m，北之丸南北105m、東西85m，西之丸南北80m、東西60m。
聚樂第東側的大名屋敷街（武家地），根據近年發掘的金箔瓦出土地分析，範圍東至烏丸通、西至堀川通、南至下立賣通、北至一條通，南北範圍與聚樂第大致相同。此外，親信千利休的宅邸（推測在黑門通至豬熊通的元誓願寺通南下附近一帶）亦位於此。

## 歷史
聚樂第是關白豐臣秀吉的城郭兼宅邸，天正14年2月動工，至次年9月完成。九州征伐結束後，天正15年9月13日（1587年10月14日）秀吉自大坂城遷居於此，並執行政務。天正16年4月14日－18日（1588年5月9日－5月13日）迎後陽成天皇行幸，饗宴款待；天正19年3月3日（1591年4月26日）天正遣歐少年使節歸國，也是在此謁見。
天正19年12月28日（1592年2月11日），秀吉讓關白與豐臣家督職於外甥豐臣秀次（姊‧日秀之子，時年23歲），聚樂第也成為秀次的居城。天正20年1月26日－28日（1592年3月9日－3月11日），後陽成天皇再次行幸，短期內天皇兩度行幸同一地，實為日本史中所罕見。
但是，豐臣秀賴誕生後，文祿4年（1595年）7月，秀吉勒令驅逐至高野山（和歌山縣）出家後的秀次切腹，妻子與家臣大半處決。聚樂第亦於同年8月以降全面拆除。
聚樂一見了、悉成荒野、淚如夢。——醍醐寺座主義演，《義演准后日記》文祿5年9月19日（1596年11月9日）條

### 年表
- 1586年4月－起工
- 1587年10月－完成
- 1588年5月－迎後陽成天皇行幸饗宴。
- 1591年4月－接見天正遣歐少年使節

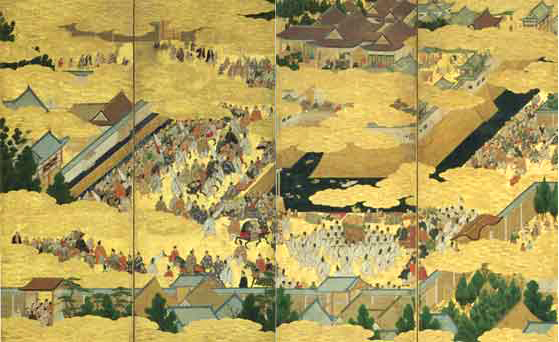
《後陽成天皇聚樂第行幸圖》（堺市博物館藏）

- 1592年2月－豐臣秀吉讓關白與豐臣家督職於外甥豐臣秀次，聚樂第亦為秀次所有。
- 1592年3月－後陽成天皇再行幸。
- 1595年8月－豐臣秀次被誅，聚樂第拆毀。大部分的建物移築至伏見城。

### 廢城後
聚樂第拆除後，大半的建築物遷建至伏見城，但不久毀於慶長元年7月12日（1596年8月5日）深夜的慶長伏見地震。此外，西本願寺飛雲閣、大德寺唐門、妙覺寺大門、妙心寺播桃院玄關等，相傳也是自聚樂第移築，但是沒有具體佐證，因此研究者間認為聚樂第的建築物並無留存至今者。
聚樂第的故址空地，慶長、寬永期（16世紀末至1640年）是勸進能等演藝活動的盛地，17世紀中期以降方逐步開闢成市街地。不過城址的西側，則直到17世紀後期至18世紀初才完全開發。
聚樂第東的大名屋敷街，於聚樂第拆除後強制解體遷移至伏見城下。東南的民居地聚樂町居民，則大部份集體移居至伏見城外郭西北的聚樂町，至今京都市伏見區猶有聚樂町；一部分則留居當地，或隨町組重編而遷移至大名屋敷街遺跡。

## 現狀

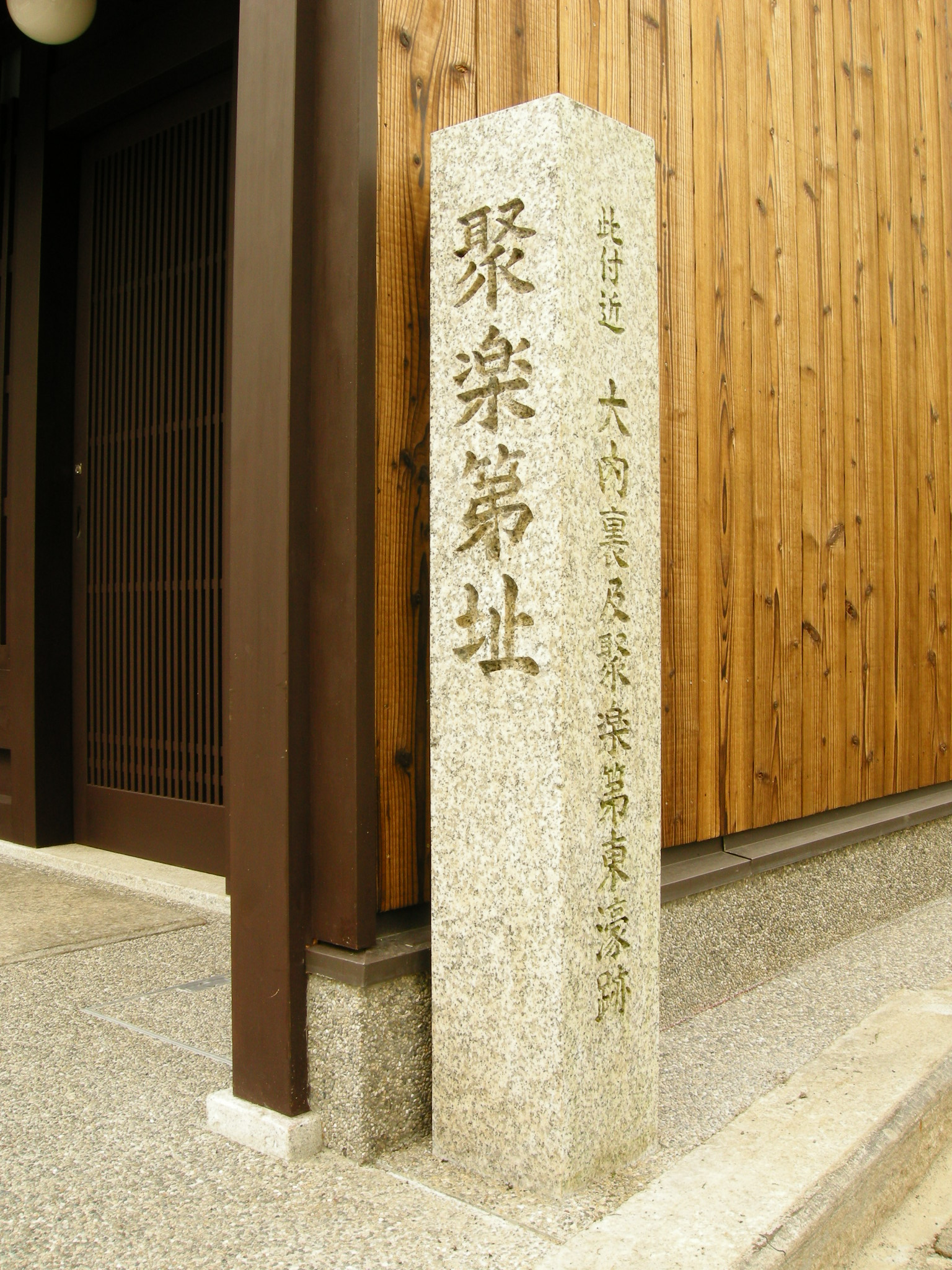
“聚樂第址”碑

聚樂第故址因開發成民居已久，目前只有些微的地形痕跡可以研判，並無可確認的遺跡。上京區東堀町內的梅雨之井、分銅町京都市出水老人安養中心的北面有加藤清正捐贈之庭石，相傳是聚樂第遺物，但都沒有具體的證據。
現在，中立賣通大宮西北角（本丸東堀跡）與中立賣通裏門西南角（本丸西堀跡）兩處立有“聚樂第址”碑，以供憑弔。
聚樂第故址因民宅密集，難以發掘調查，不過平成4年（1992年）西陣公共職業安定所（Hello Work）改建工事中，從工地地下挖出金箔瓦約600塊，當地就是聚樂第本丸東堀舊地，而瓦之式樣也是太閣時代的造型瓦，因此認定是聚樂第建築所使用的屋瓦，平成14年（2002年）6月26日指定為日本重要文化财。